# Dubai (yacht)
Dubai è il nome di uno yacht attualmente di proprietà dello sceicco Mohammed bin Rashid Al Maktoum, sovrano di Dubai e vicepresidente e primo ministro degli Emirati Arabi Uniti.
Lo yacht è lungo 162 metri, è il terzo yacht più grande del mondo dopo Azzam ed Eclipse. Compreso l'equipaggio può contenere più di 115 ospiti. Progettato da Andrew Winch, con il design degli interni di Platinum Yachts, è costato $ 400 milioni. La costruzione era originariamente prevista per il principe Jefri Bolkiah del Brunei prima del 1996 come progetto congiunto tra Blohm + Vosse cantieri navali a Lurssen. I progressi si fermarono fino al 2001 quando lo scafo fu acquisito da Platinum Yachts per lo sceicco Mohammed bin Rashid Al Maktoum. Lo yacht, precedentemente chiamato Platinum, Panhandle e Golden Star, fu poi ribattezzato Dubai.

## Caratteristiche
I suoi arredi interni sono progettati per ospitare comodamente 60 ospiti in 5 suite VIP e un gran numero di cabine.
Il Dubai dispone di 2 sale (sala formale e informale), una grande sala da pranzo per 30 persone, un eliporto che può ospitare un elicottero Eurocopter EC-155, una piscina sul ponte di poppa, tre vasche idromassaggio (due sul ponte di poppa e uno sul ponte di prua nella cabina del proprietario), una discoteca, un centro benessere, un cinema, una cantina con climatizzazione e sala degustazione, una biblioteca e diversi garage per i jet-ski, delle moto d'acqua, un'imbarcazione e l'attrezzatura subacquea.

## Equipaggio
L'equipaggio è normalmente di 61 persone fino ad un massimo di 120. L'equipaggio proviene direttamente dal palazzo dell'Emiro. La barca tuttavia naviga molto poco e soprattutto la vediamo raramente lontano da Dubai. Quando la nave è in alto mare (spesso nel Golfo Persico), è accompagnata da due navi di scorta che vegliano per la sua sicurezza.

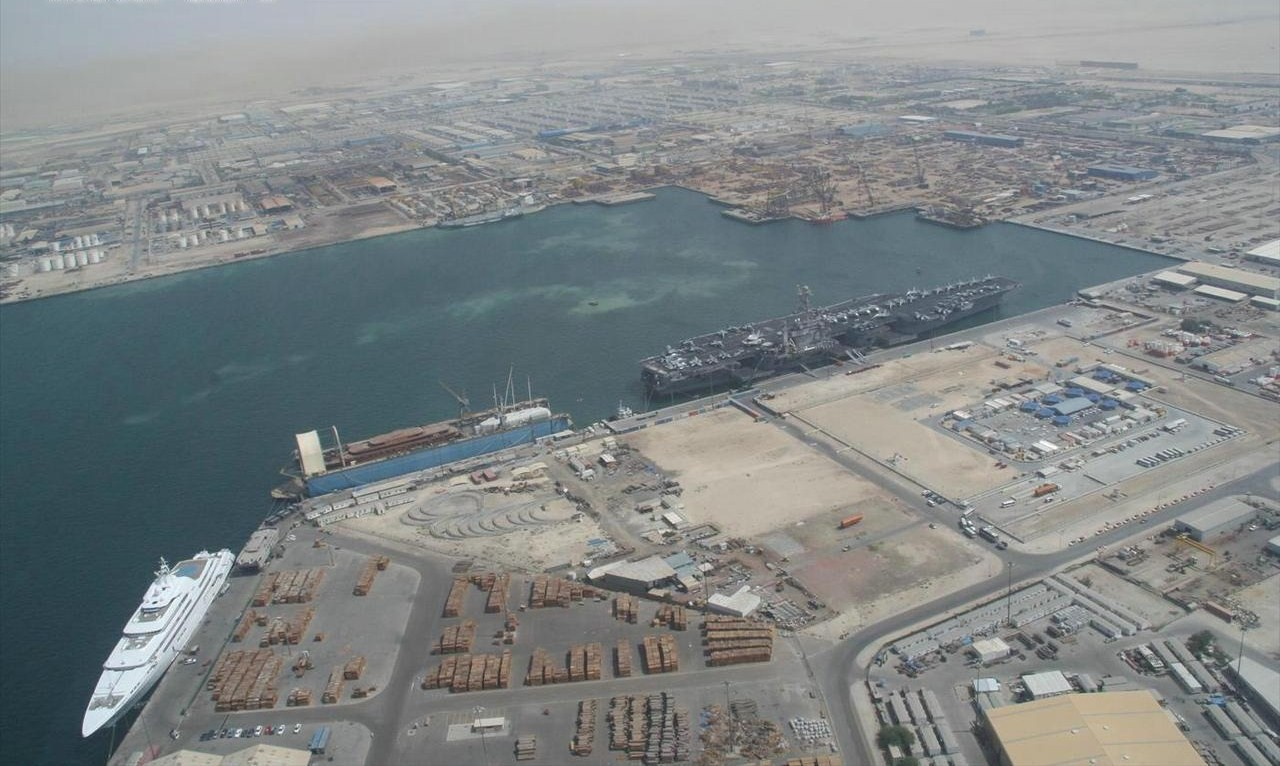
Il Dubai a Jebel Ali nel maggio 2007.

Lo yacht sventola la bandiera degli Emirati Arabi Uniti ed è registrato nel porto di Dubai, il suo porto di origine.

## Motori
La sua propulsione è tradizionale (4 motori, 2 alberi di trasmissione), ha 2 generatori elettrici (più uno di scarico) e un'unità di desalinizzazione dell'acqua di mare. Al suo varo, la nave ha riscontrato enormi problemi di condizionamento dell'aria, a causa dell'incapacità dei sistemi originali di resistere al clima caldo degli Emirati Arabi Uniti.

## Rifiniture
Nel 2010, l'Emiro ha deciso di intraprendere tre grandi progetti: una verniciatura esterna, un miglioramento del trattamento delle acque reflue e un nuovo sistema audiovisivo e informatico (con connessioni WiFi).